# Women Hellas Verona Società Sportiva Dilettantistica
El Women Hellas Verona Società Sportiva Dilettantistica, conocido como Hellas Verona Woman o simplemente Verona, es la sección de fútbol femenino del club italiano Hellas Verona F. C. con base en la ciudad de Verona, en Véneto. Fue fundado en 2018 y actualmente compite en la Serie A. Disputa sus encuentros de local en el Estadio Aldo Olivieri.

## Historia
En 2018, el Women Hellas Verona adquirió los derechos deportivos del desaparecido A.S.D. Verona Women, club fundado en 1995 y ganador, a lo largo de su historia, de 5 ligas italianas, 3 Copas de Italia y 4 Supercopas italianas.